# Klettenberg (Hohenstein)

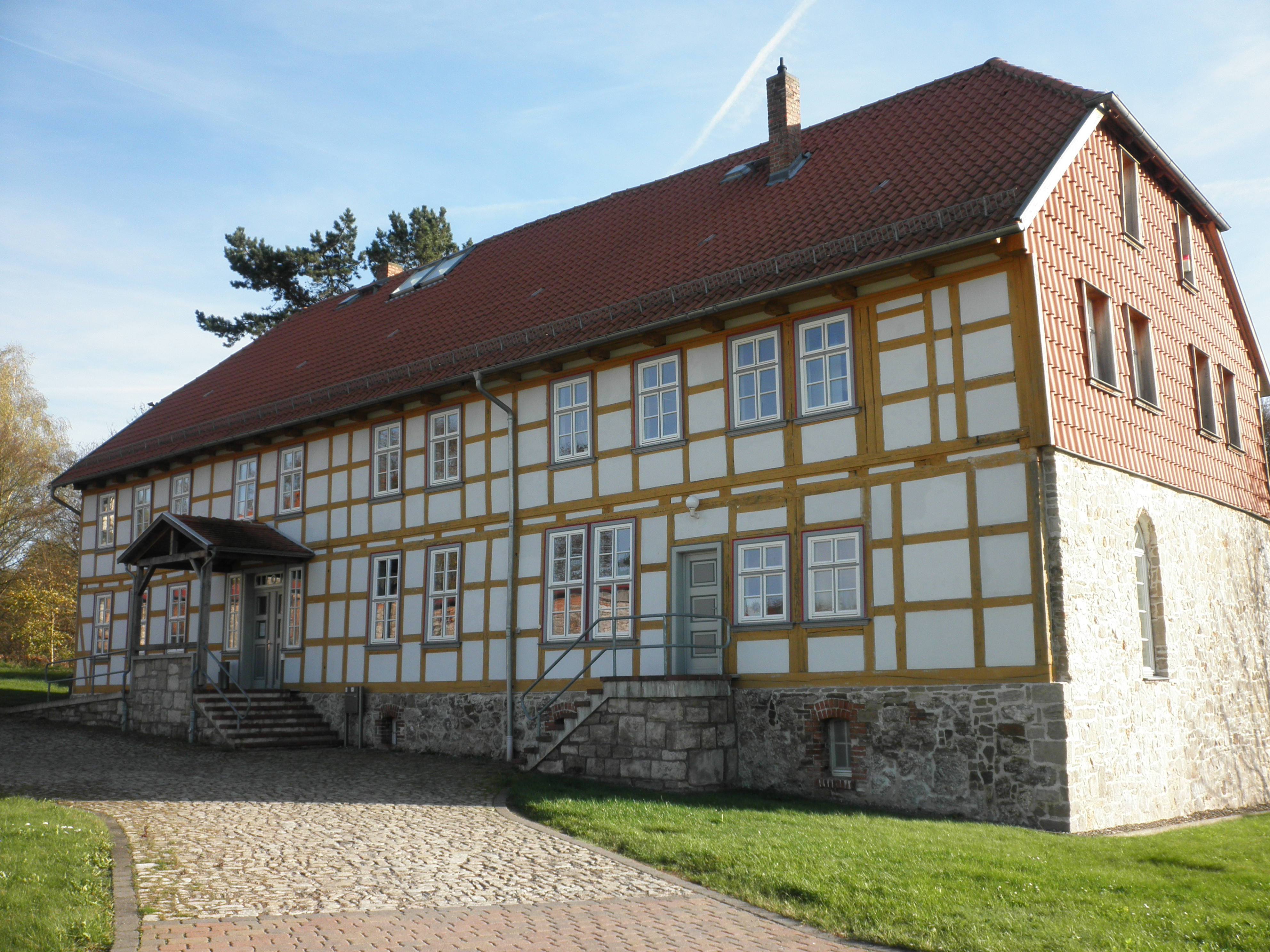
Gutshaus in Klettenberg (jetzt Gemeindeverwaltung)

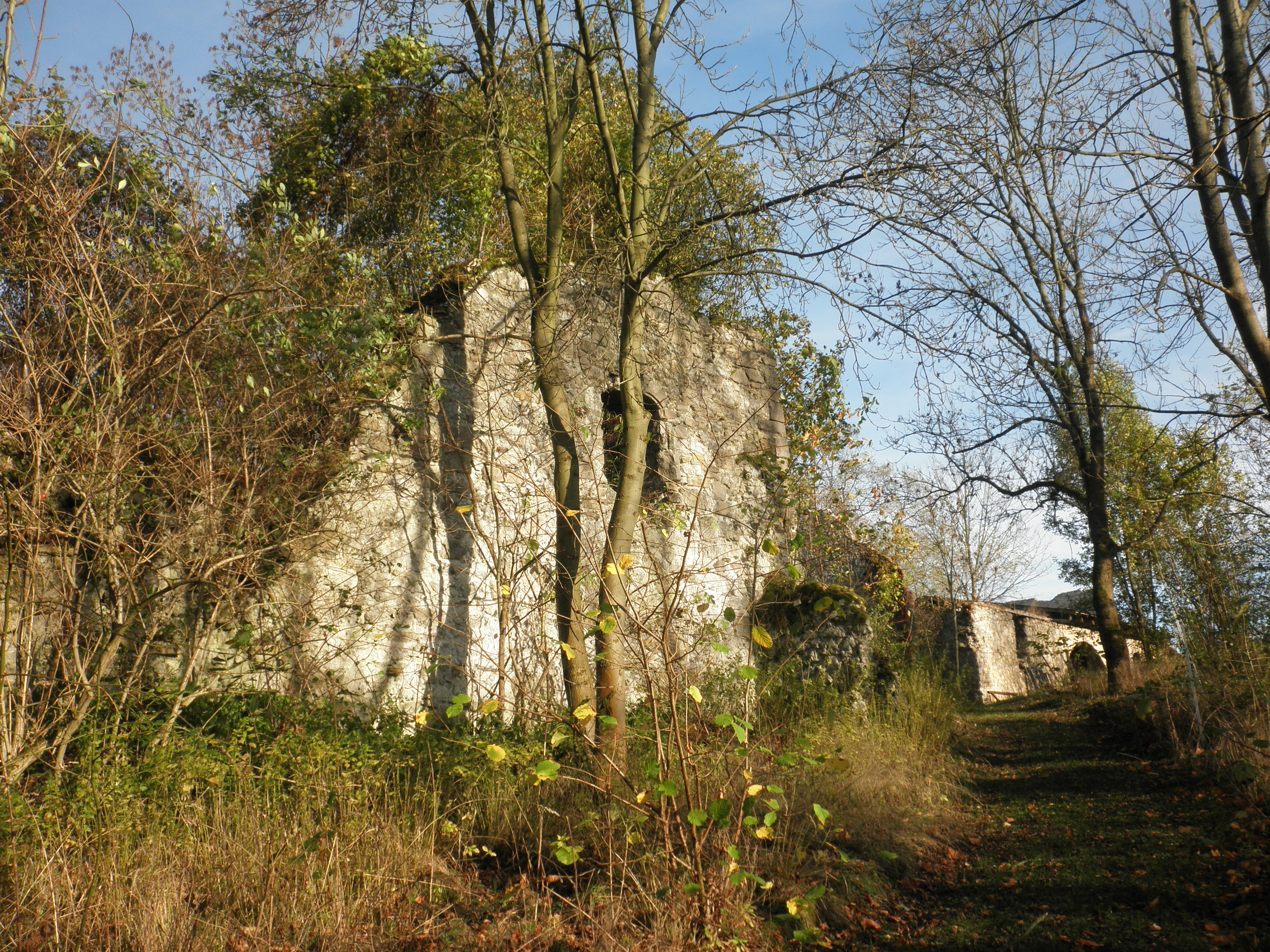
Burgruine in Klettenberg

Klettenberg (früher Clettenberg) ist ein Ortsteil von Hohenstein im Landkreis Nordhausen am Harz in Thüringen.

## Geografie
Die Bundesstraße 243 führt südlich an der Gemarkung von Klettenberg vorbei und die Landesstraße 2067 streift östlich die Flur. Mit der Bundesstraße werden die Räume um Nordhausen und Göttingen verbunden. Durch das Dorf fließt der Mühlgraben. Die Anhöhen östlich hinter Klettenberg waren ein geeigneter Schutz für Natur und Mensch im Vorharz.

## Geschichte
Die urkundliche Ersterwähnung für Klettenberg erfolgte 1187.
Im Jahre 1078 begann der Bau der Burg Klettenberg. Diese lag östlich auf einem spornartigen Kalkfelsen. Sie hatte wohl die Aufgabe, das offene Gelände am Südharz zu kontrollieren und zu schützen. Des Weiteren sicherte sie auch das Kloster Walkenried und die Nord-Südstraße. So entstand die Grafschaft Klettenberg, die 1256 nach ständigen Fehden mit dem Grafen von Hohnstein eingenommen wurde. Der Fels ist jetzt mit Gestrüpp bewachsen. Am Fuß der Anhöhe stehen noch Mauerreste.
Es gab in Klettenberg (1923) eine Domäne (338 ha) und ein Rittergut (179 ha).
Der Ort wurde, wie ganz Thüringen, im April 1945 von der US-Armee besetzt und Anfang Juli an die Rote Armee weitergegeben. So wurde Klettenberg Teil der sowjetischen Besatzungszone und ab 1949 der DDR. Es lag bis 1989 im Sperrgebiet der Zonengrenze und war Standort einer Garnison der Grenztruppen der DDR.
Die einstmals eigenständige Gemeinde Klettenberg gehörte von 1991 bis 1996 der Verwaltungsgemeinschaft Grenzland an. Mit der Auflösung dieser am 17. Oktober 1996 wurden die Mitgliedsgemeinden zur Gemeinde Hohenstein zusammengeschlossen.

## Sehenswürdigkeiten
- Kirche St. Nicolai: Die Kirche wurde 1647 als Schlosskapelle gebaut und 1706 geweiht. Der große, turmlose Bau besitzt ein hölzernes Tonnengewölbe und eine geschnitzte Altarwand. Am Ostgiebel, außerhalb der Kirche, befindet sich das unterirdische, gräfliche Begräbnisgewölbe. Auch wegen der Lage in der Sperrzone der innerdeutschen Grenze wurde die Kirche 1975 aufgegeben und als Ruine ausgewiesen. Nach der Friedlichen Revolution machte das Denkmalschutzamt die Kirche zu einem seiner Schwerpunkte und leitete 1990 erste Sicherungsmaßnahmen ein. 1993 gründete sich ein Förderverein. Die Kirche wurde grundhaft saniert und 2005 durch Einbau eines Gemeinderaums auch wieder ganzjährig nutzbar.[5]
- Gutsgebäude
- Ruinen der Burg Klettenberg (Teil des Rittergutes)
- Karstwanderweg

## Persönlichkeiten
- Johann Heinrich Michaelis (1668–1738), evangelischer Theologe und orientalischer Philologe
- August Gottlieb Spangenberg (1704–1792), evangelischer Theologe und zweiter Stifter Herrnhuter Brüderunität
- Rudolph Zacharias Becker (1752–1822), Hauslehrer und dann Hofmeister auf Burg Klettenberg